# 209P/LINEAR

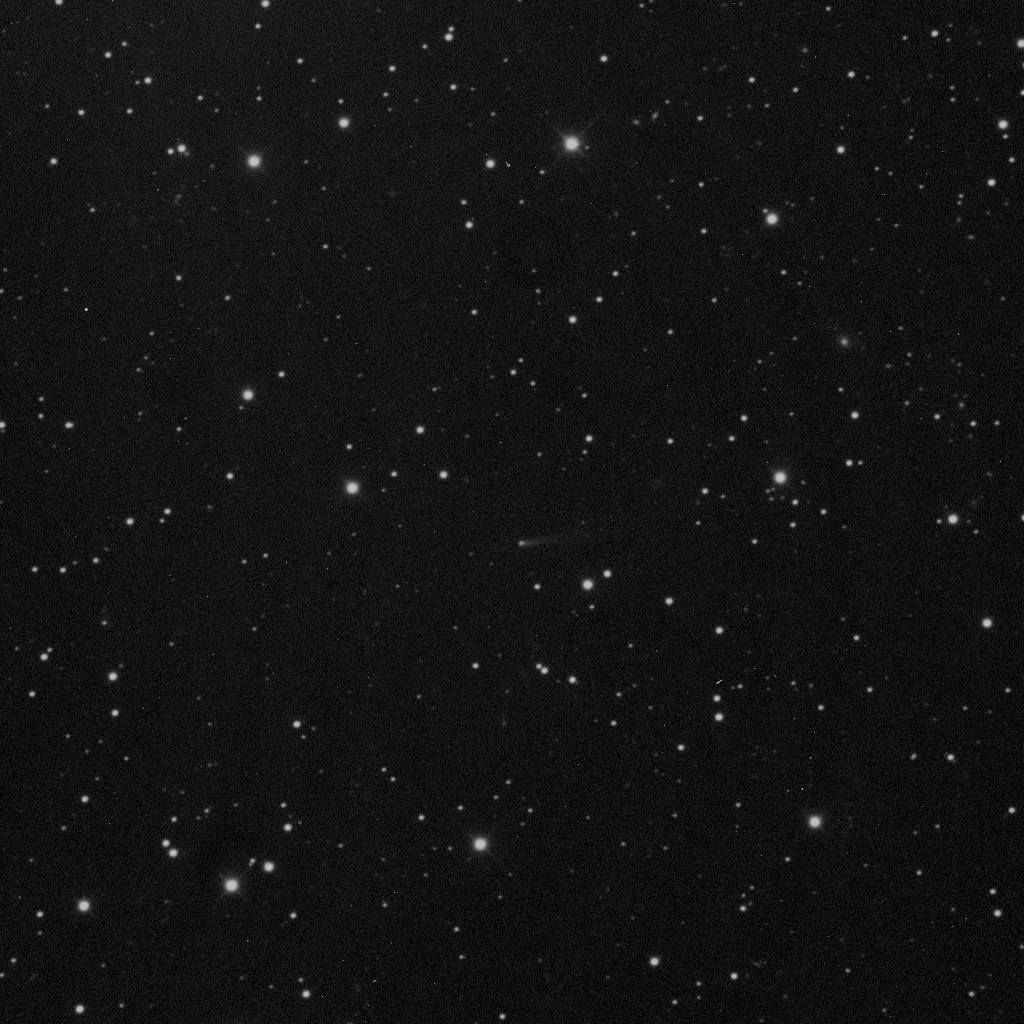
Comet 209P LINEAR en la Osa Mayor

209P/LINEAR es un cometa periódico descubierto el 3 de febrero de 2004 por Lincoln Near-Earth Asteroid Research (LINEAR) usando un reflector de 1,0 metro. Inicialmente se observó sin una coma y se le puso el nombre de 2004 CB como si fuese un planeta menor o un asteroide, pero en 2004 Robert H. McNaught observó una cola que lo confirmó como cometa. El 12 de diciembre de 2008 se le dio el número permanente 209P en la segunda aparición observada del cometa. En 2009 se encontró en imágenes precovery que se remontan a diciembre de 2003. La imagen tomada por el radiotelescopio de Arecibo en 2014 mostró que el núcleo del cometa tiene forma de maní y mide unos 2 km de diámetro. El cometa tiene muy poca actividad por su tamaño y está, probablemente, en el proceso de convertirse en un cometa extinto.

## Pasaje en 2014
209P/LINEAR llegó a su perihelio (punto más cercano al Sol) el 6 de mayo de 2014. El 29 de mayo, el cometa pasará a 0,0554 ua (8,29 millones de kilómetros) de la Tierra, pero se espera que solo tenga una magnitud aparente de 11. En una lista de cometas que se acercan a la Tierra, este será el noveno más cercano de los que se tiene noticia.
Los resultados preliminares de Esko Lyytinen y Peter Jenniskens, más tarde confirmados por otros investigadores, predijeron que 209P/LINEAR podría generar la próxima lluvia de meteoros grandes que vienen de la constelación Camelopardalis en la noche del 23 para el 24 de mayo de 2014. Se estimó que podrían haber de 100 a 400 meteoros por hora. Se esperaba que todos los tramos del cometa desde el 1803 hasta el 1924 se intersecasen con la órbita de la Tierra en mayo de 2014. Se esperaba que el pico de actividad que se produjera en torno al 24 de mayo de 2014 7h UTC cuando estelas de polvo producidos a partir de trayectos del cometa pasaran a 0,0002 UA (30 000 km) de la Tierra. Sólo generó 2-5 meteoros visuales por hora, aunque la predicción del radiante y la fecha de máxima visual fueron correctas. La lluvia alcanzó su punto máximo alrededor de las 6h UTC del 24 de mayo de 2014. El radar canadiense Canadian Meteor Orbit Radar (CMOR) detectó la lluvia usando ecos de radar HF/VHF pero las partículas eran demasiado pequeñas para la detección visual. Las Eta Acuáridas también se producen en esta época del año.
209P/LINEAR también puede ser la fuente de la lluvia de meteoros «sigma Ursae Majorids» (SIM #677) del 6 al 14 de junio.